# Uria
Pour les articles homonymes, voir Uria (homonymie).
Genre
Uria est un genre d’oiseaux marins de la famille des Alcidae. Ce sont des guillemots de taille moyenne avec une livrée principalement marron ou noire au moment de la reproduction. Ils nichent le long des côtes septentrionales des océans Atlantique et Pacifique.
Les individus du genre Uria sont apparentés au Petit Pingouin, au Mergule nain et à l’espèce éteinte du Grand Pingouin et forment ensemble la tribu des Alcini. En dépit de noms proches, ils sont assez éloignés des guillemots du genre Cepphus (dont fait partie par exemple le Guillemot à miroir) qui forment la tribu des Cepphini.
Ces oiseaux nichent en grandes colonies sur les falaises côtières ; leur œuf unique est pondu à même une simple corniche. Ils migrent vers le sud en hiver pour rester dans des eaux libres de glace.
Ils plongent en effet sous la surface pour se nourrir, nageant même sous l’eau. Ils se nourrissent principalement de poisson et de crustacés, ajoutant parfois quelques mollusques, insectes et plantes à leur menu.
Les oiseaux adultes sont noirs ou bruns sur la tête, le cou, le dos et les ailes avec un ventre blanc. Le bec est long et pointu, la queue est petite et arrondie, de couleur noire ; la partie inférieure de la tête devient blanche en hiver.
Le vol est affermi et direct ; le battement des ailes est toujours rapide, ces espèces ne disposant que d’ailes courtes.
Les guillemots du genre Uria émettent une variété de caquètements discordants sur les lieux de nichage, mais sont silencieux en mer.

## Liste des espèces
D'après la classification de référence (version 14.1, 2024) de l'Union internationale des ornithologues, il y a 2 espèces du genre Uria (ordre philogénique) :
- Uria lomvia (Linnaeus, 1758) – Guillemot de Brünnich ;
- Uria aalge (Pontoppidan, 1763) – Guillemot de Troïl.

### Espèces fossiles
Quelques espèces fossiles d’Uria nous sont également connues :
- Uria bordkorbi
- Uria affinis (Pléistocène tardif, sur la côte est de l’Amérique) – peut-être une sous-espèce de U. lomvia
- Uria paleohesperis

U. bordkorbi représente la seule apparition connue de la famille des Alcidae hors de l’Atlantique, ce qui suggérerait que les espèces du genre Uria, qui sont les « taxons frères » de tous les autres alcidés et sont comme eux réputés avoir évolué dans l’Atlantique, pourraient en fait avoir évolué dans les Caraïbes, voire dans la région de l’isthme de Panama.

## Source
- (en) Cet article est partiellement ou en totalité issu de l’article de Wikipédia en anglais intitulé « Uria » (voir la liste des auteurs).